# گمینا کارنگوو
گمینا کارنگوو (به لهستانی:  Gmina Karniewo) یک گمینا در لهستان است که در شهرستان ماکوف واقع شده‌است. گمینا کارنگوو ۱۲۹٫۳۸ کیلومتر مربع مساحت و ۵٬۴۴۸ نفر جمعیت دارد.